# Alas del Sur
Alas del Sur Líneas Aéreas fue una aerolínea de origen argentino fundada por Damian Toscano, con base en el Aeropuerto Internacional de Córdoba y oficinas comerciales en Córdoba. Fue la primera empresa en la historia de la aviación argentina, en obtener rutas domésticas, regionales e internacionales en su primera audiencia; sin embargo, Alas del Sur nunca llegó a pasar más allá de los papeles.
A través del Aeropuerto Internacional de Córdoba, la aerolínea pretendía conectar Argentina con Barcelona, Shanghái y Fuzhou a partir del año 2022, y con Río de Janeiro, Sao Paulo y Santiago de Chile, además de conectar a la ciudad de Córdoba con los principales destinos argentinos.
El 2 de julio de 2018, mediante una publicación en el Boletín Oficial, se oficializó la compra de Alas del Sur por parte del fondo privado Indigo Partners LLC, basado en Phoenix, Arizona, que también controla a la aerolínea estadounidense Frontier Airlines y participa en la mexicana Volaris y la húngara Wizz Air, para abrir la Filial Argentina de su propia aerolínea chilena de bajo costo JetSmart,
El 18 de julio de 2018 fue renombrada como JetSMART Airlines S. A.

## Destinos
| Ciudad                          | Código de Aeropuerto | Código de Aeropuerto | Nombre del aeropuerto                                     | Aeropuerto de Salida                                               | Notas      |            |
| Ciudad                          | IATA                 | ICAO                 | Nombre del aeropuerto                                     |                                                                    | Notas      |            |
| Sudamérica                      | Sudamérica           | Sudamérica           | Sudamérica                                                | Sudamérica                                                         | Sudamérica | Sudamérica |
| ------------------------------- | -------------------- | -------------------- | --------------------------------------------------------- | ------------------------------------------------------------------ | ---------- | ---------- |
| Argentina                       |                      |                      |                                                           |                                                                    |            |            |
| Córdoba                         | COR                  | SACO                 | Aeropuerto Internacional Ingeniero Ambrosio Taravella     | AEP, NQN, MDZ, SLA, IGR, BRC, GRU, GIG, SCL, MIA, BCN, PVG vía BCN |            |            |
| Buenos Aires-Aeroparque         | AEP                  | SABE                 | Aeroparque Jorge Newbery                                  | COR                                                                |            |            |
| Buenos Aires-Ezeiza             | EZE                  | SAEZ                 | Aeropuerto Internacional de Ezeiza                        | BCN, PVG vía BCN                                                   |            |            |
| Neuquén                         | NQN                  | SAZN                 | Neuquén                                                   | COR                                                                |            |            |
| Salta                           | SLA                  | SASA                 | Aeropuerto Internacional de Salta Martín Miguel de Güemes | COR                                                                |            |            |
| Mendoza                         | MDZ                  | SAME                 | Aeropuerto Internacional Gobernador Francisco Gabrielli   | COR                                                                |            |            |
| Puerto Iguazú                   | IGR                  | SARI                 | Aeropuerto Internacional de Puerto Iguazú                 | COR                                                                |            |            |
| Jujuy                           | JUJ                  | SASJ                 | Aeropuerto Internacional Gobernador Horacio Guzmán        | COR                                                                |            |            |
| Bariloche                       | BRC                  | SAZS                 | Aeropuerto Internacional Teniente Luis Candelaria         | COR                                                                |            |            |
| Brasil                          |                      |                      |                                                           |                                                                    |            |            |
| Sao Paulo-Guarulhos             | GRU                  | SBGR                 | Aeropuerto Internacional de São Paulo-Guarulhos           | COR                                                                |            |            |
| Río de Janeiro-Galeāo Tom Jobim | GIG                  | SBGL                 | Aeropuerto Internacional Galeao                           | COR                                                                |            |            |
| Chile                           |                      |                      |                                                           |                                                                    |            |            |
| Santiago de Chile               | SCL                  | SCEL                 | Aeropuerto Internacional Arturo Merino Benítez            | COR                                                                |            |            |
| Norteamérica                    |                      |                      |                                                           |                                                                    |            |            |
| Estados Unidos                  |                      |                      |                                                           |                                                                    |            |            |
| Miami                           | MIA                  | KMIA                 | Aeropuerto Internacional de Miami                         | COR                                                                |            |            |
| Europa                          |                      |                      |                                                           |                                                                    |            |            |
| España                          |                      |                      |                                                           |                                                                    |            |            |
| Barcelona                       | BCN                  | LEBL                 | Aeropuerto de Barcelona-El Prat                           | COR, EZE y PVG                                                     |            |            |
| Asia                            |                      |                      |                                                           |                                                                    |            |            |
| China                           |                      |                      |                                                           |                                                                    |            |            |
| Shanghái                        | PVG                  | ZSPD                 | Aeropuerto Internacional de Shanghái-Pudong               | COR y EZE via BCN                                                  |            |            |
| Fuzhou                          | FOC                  | ZSFZ                 | Aeropuerto Internacional de Fuzhou                        | PVG                                                                |            |            |